# Bundesbecher
Bundesbecher wurden am Anfang des 20. Jahrhunderts beispielsweise von Radfahrerbünden an Mitglieder als Anreiz für Beteiligung am Verbandsleben und besondere Leistungen vergeben. Dazu gehörten die Werbung neuer Mitglieder, die Teilnahme an den gemeinsamen Kreis-, Bezirks- und Bundesausfahrten oder die „Frühe Einfahrt“ mit z. B. 25 Vereinsmitgliedern beim alljährlichen Bundesfest.
Auf Antrag der Bundes-Generalversammlung des Lausitzer Radfahrer-Bunds wurde bspw. 1913 bestimmt, dass (ab 1914) „höchstens 50 Bundesbecher für Bundes- und Bezirksausfahrten“ ausgegeben werden. Nach einem Punktesystem wurden die Bundesbecher an die Mitglieder zugeteilt. Vergeben wurden im LRB 1913 zwei Punkte für drei Bundesausfahrten, ein Punkt für vier Bezirksausfahrten sowie zehn Punkte für „Sa.“ (Saalfahrt?), dessen Bedeutung in der Deutschen Radler-Post nicht erklärt ist. Vermutlich stellte die Herstellung und alljährliche Verteilung der beliebten Bundesbecher einen großen Aufwand für den Radfahrerbund dar. Beim LRB-Bundesfest in Bretnig wurden 1913 65 Bundesbecher an die Teilnehmer der Kreis- und Bezirksausfahrten 1912 vergeben.
Ob bei einer Becherfahrt des  Sächsischen Radfahrer-Bunds die Bundesbecher direkt vergeben wurden, wird noch erforscht.